# Partícula en un anell

Funció d'ona animada d'un estat "coherent" format per estats propis n=1 i n=2.

En mecànica quàntica, el cas d'una partícula en un anell unidimensional és similar a la partícula d'una caixa. L'equació de Schrödinger per a una partícula lliure que està restringida a un anell (tècnicament, l'espai de configuració del qual és el cercle {\displaystyle S^{1}}) és
{\displaystyle -{\frac {\hbar ^{2}}{2m}}\nabla ^{2}\psi =E\psi }

## Funció d'ona
Utilitzant coordenades polars a l'anell unidimensional de radi R, la funció d'ona depèn només de la coordenada angular i, per tant,
{\displaystyle \nabla ^{2}={\frac {1}{R^{2}}}{\frac {\partial ^{2}}{\partial \theta ^{2}}}}
Requerir que la funció d'ona sigui periòdica {\displaystyle \ \theta } amb un punt {\displaystyle 2\pi } (a partir de la demanda que les funcions d'ona siguin funcions d'un sol valor al cercle) i que es normalitzin porta a les condicions
{\displaystyle \int _{0}^{2\pi }\left|\psi (\theta )\right|^{2}\,d\theta =1\ }
i
{\displaystyle \ \psi (\theta )=\ \psi (\theta +2\pi )}
En aquestes condicions, la solució de l'equació de Schrödinger ve donada per
{\displaystyle \psi _{\pm }(\theta )={\frac {1}{\sqrt {2\pi }}}\,e^{\pm i{\frac {R}{\hbar }}{\sqrt {2mE}}\theta }}

## Aplicació
En química orgànica, els compostos aromàtics contenen anells atòmics, com els anells de benzè (l'estructura de Kekulé) formats per cinc o sis àtoms, normalment de carboni. També ho fa la superfície de "buckyballs" (buckminsterfullerene). Aquest anell es comporta com una guia d'ones circular, amb els electrons de valència orbitant en ambdues direccions. Per omplir tots els nivells d'energia fins a n cal {\displaystyle 2\times (2n+1)=4n+2} electrons, ja que els electrons tenen, a més, dues possibles orientacions dels seus girs. Això dona una estabilitat excepcional ("aromàtica"), i es coneix com la regla de Hückel.
A més en l'espectroscòpia rotacional, aquest model es pot utilitzar com a aproximació dels nivells d'energia rotacional.